# Classe Kiev

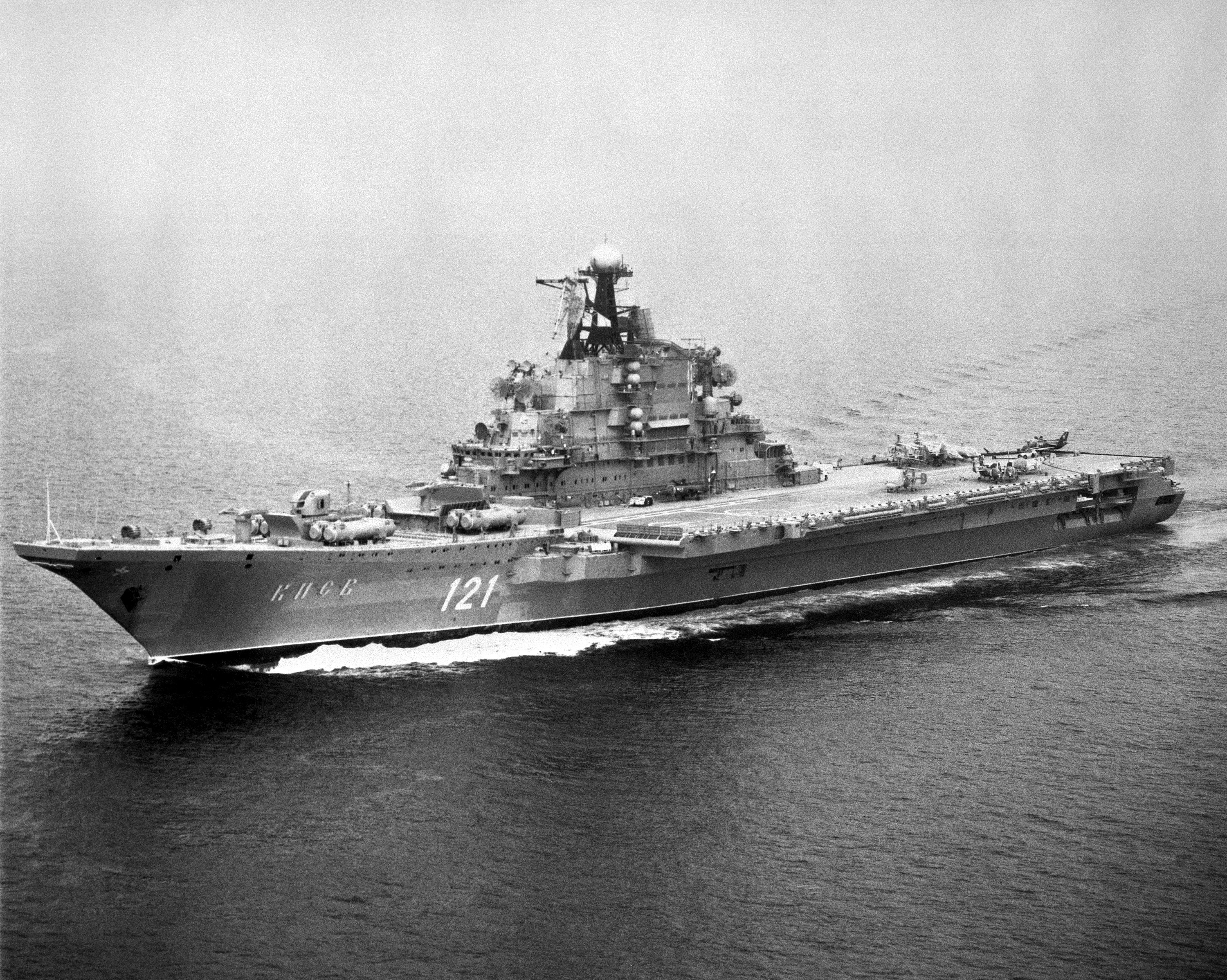
La Kiev nel 1985.

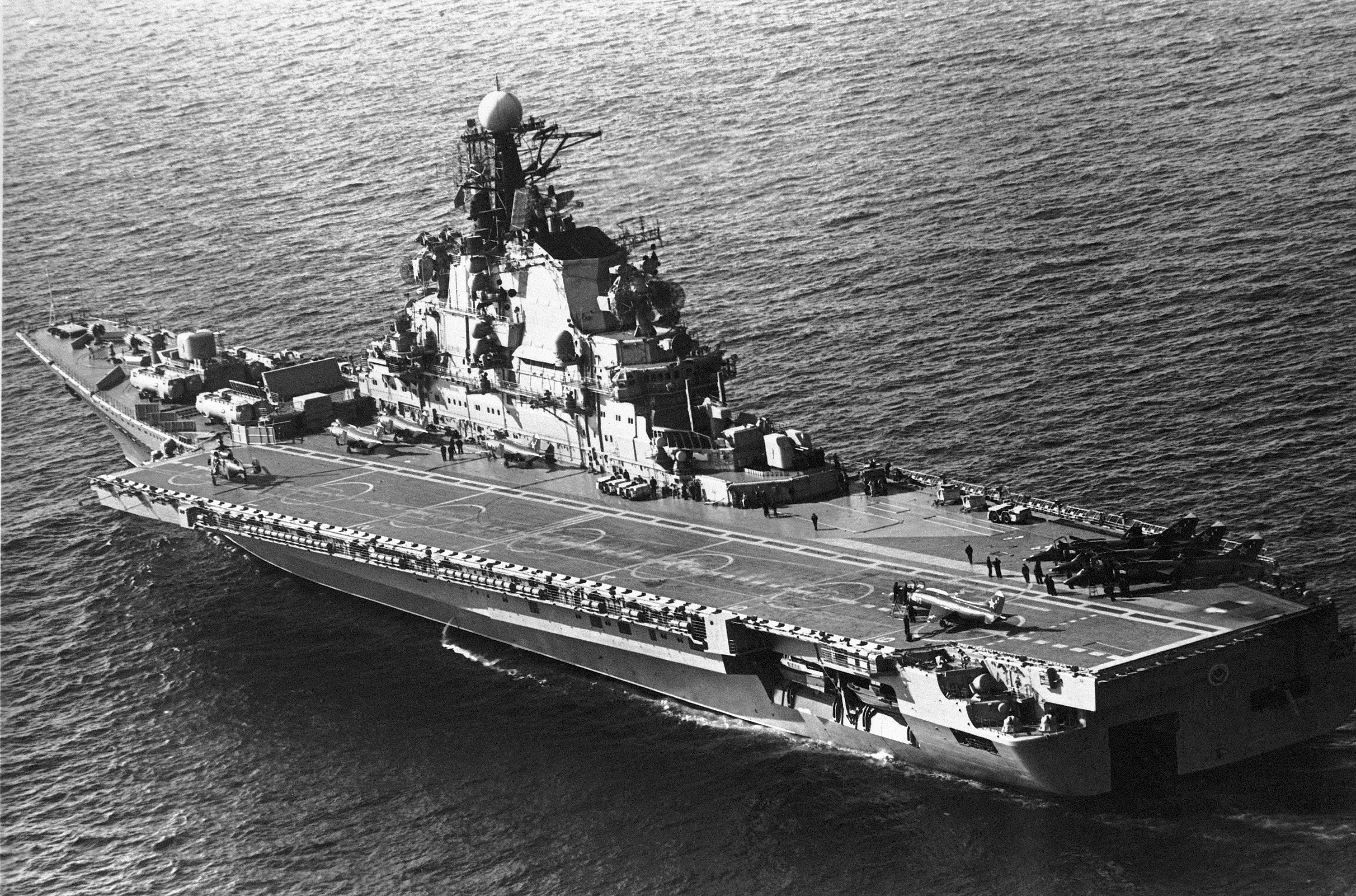
La Kiev nel 1986.

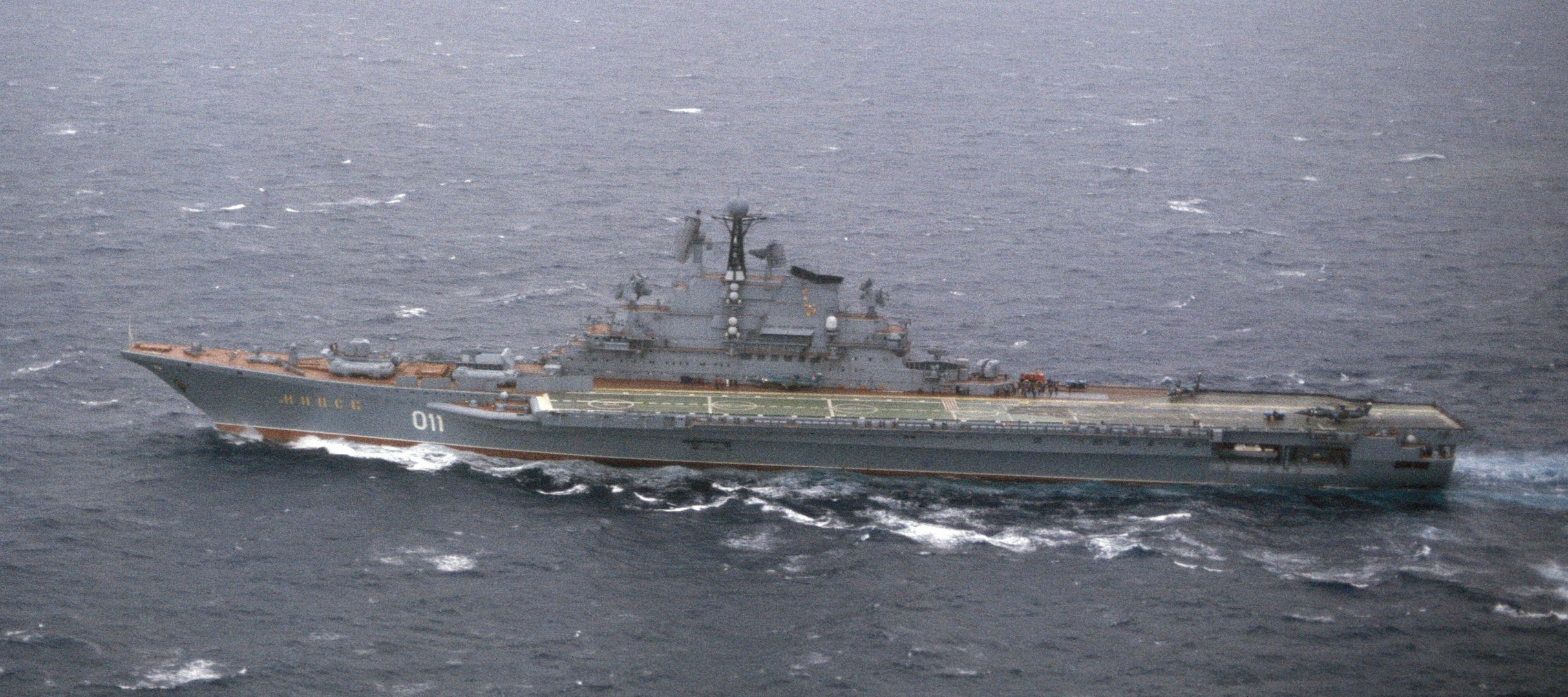
La Minsk nel 1983.

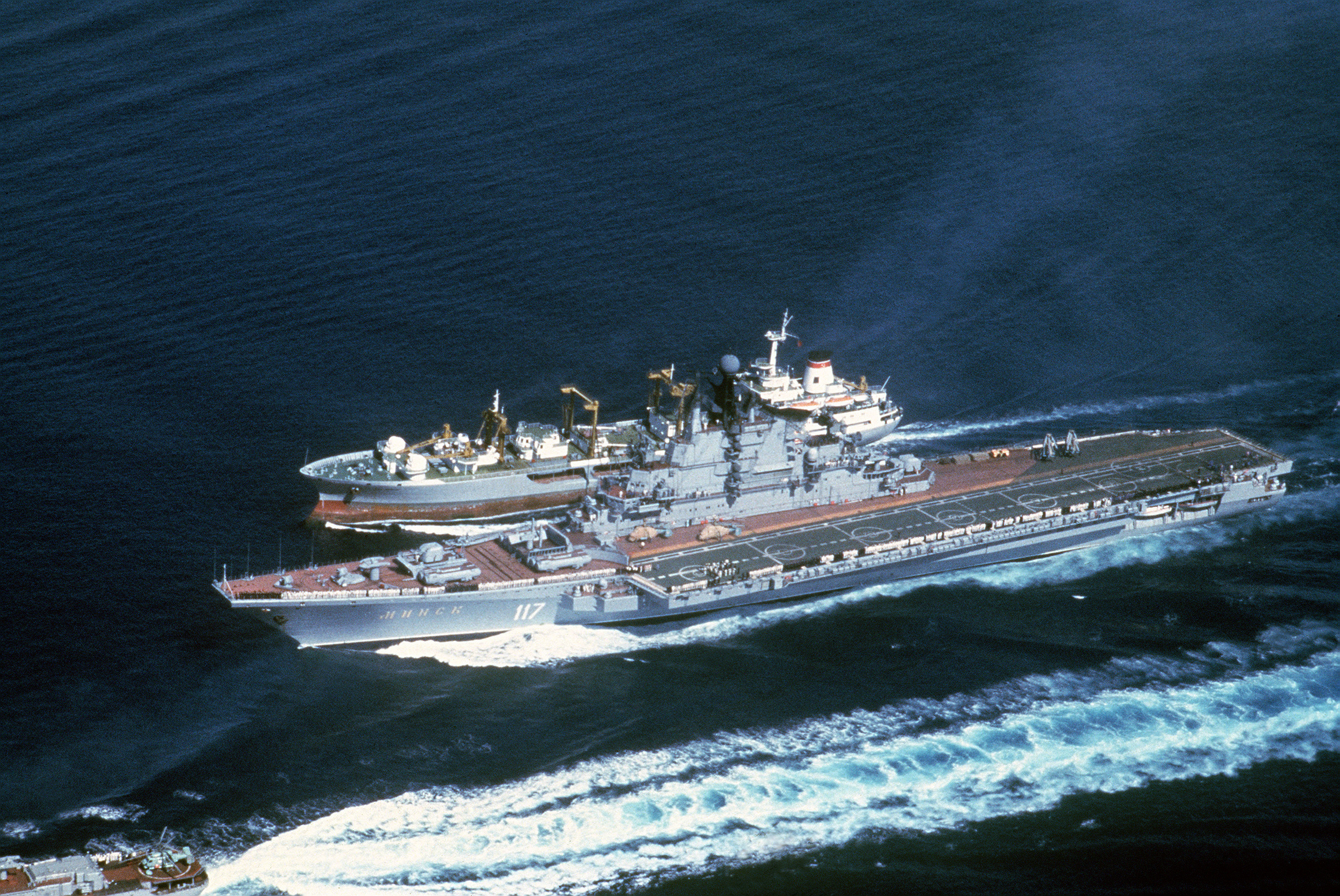
La Minsk nel 1986.

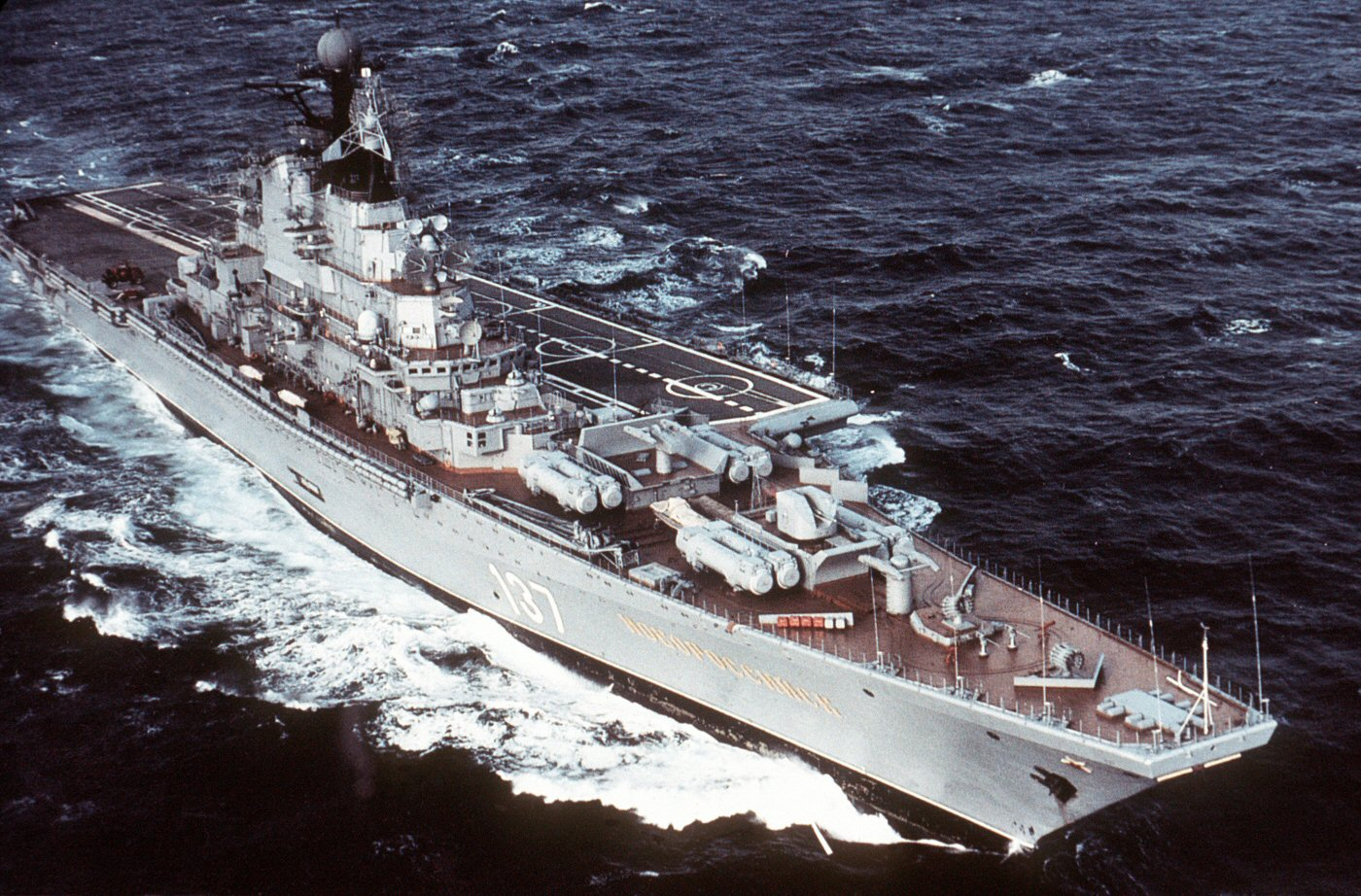
La Novorossiysk nel 1985.

La Novorossiysk, ripresa dal finestrino di un Ka-27 Helix, nel 1988.

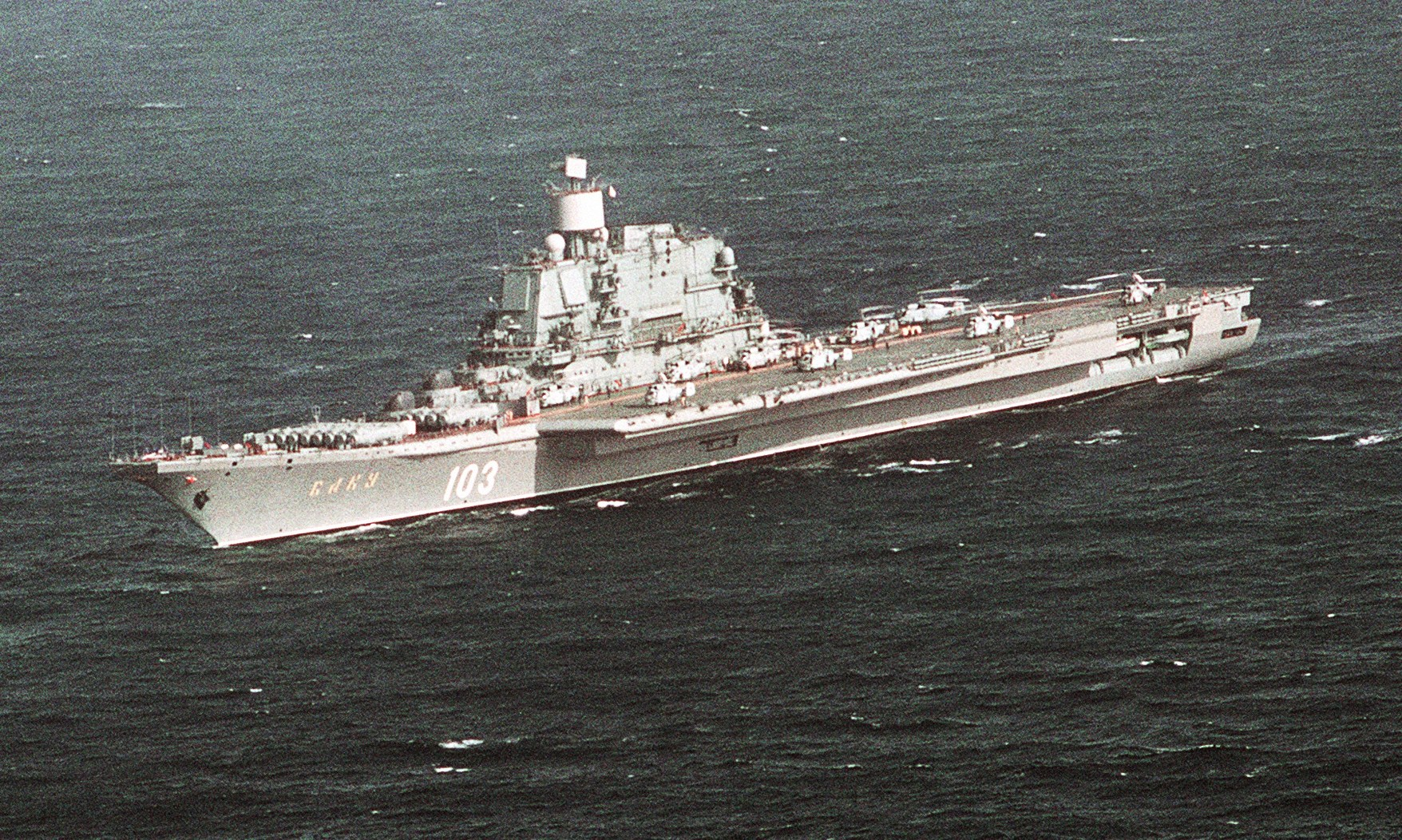
La Baku, in seguito Admiral Gorshkov, nel 1988.

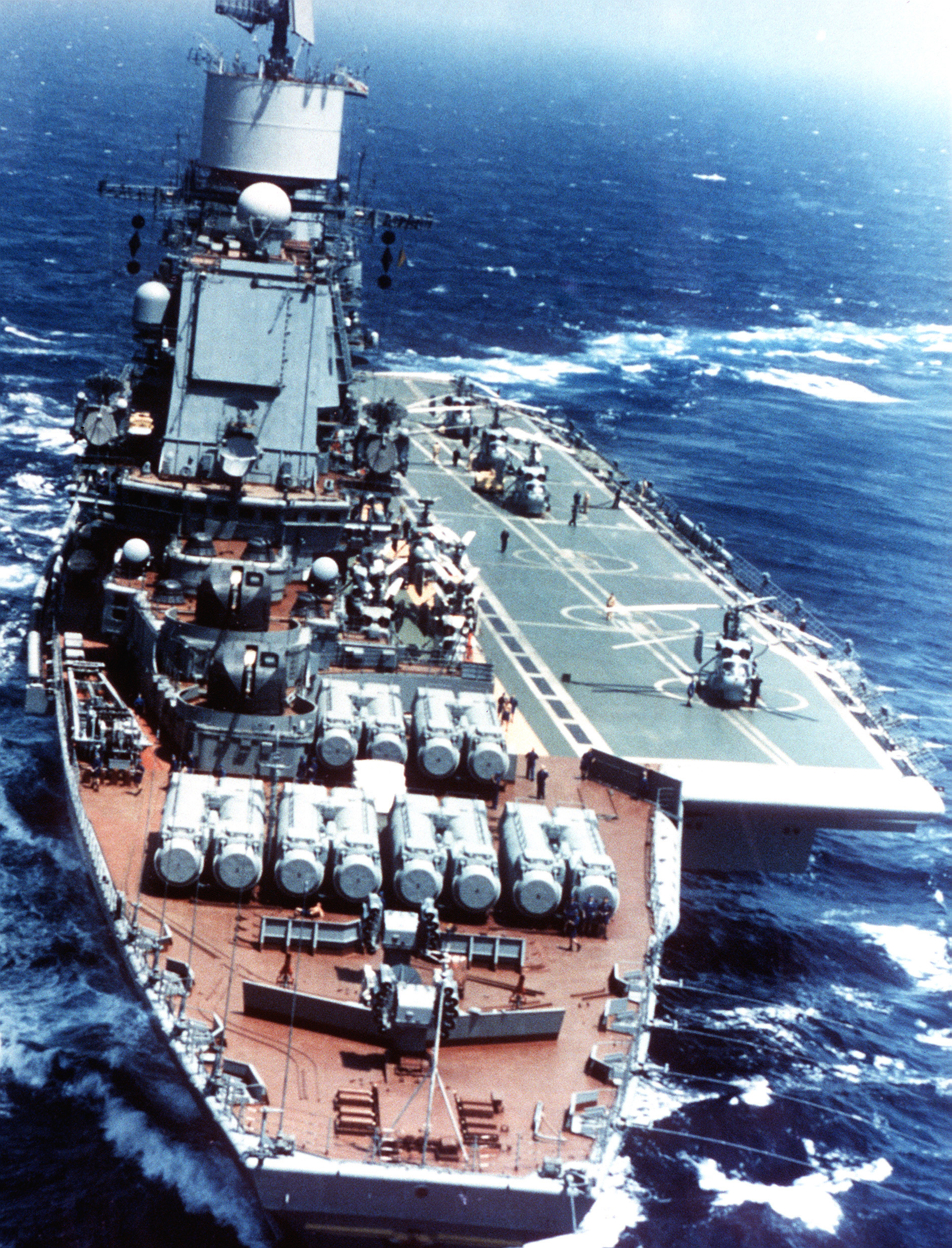
La Baku, in seguito Admiral Gorshkov, nel 1988. Si possono notare: i 12 lanciatori (6×2) SS-N-12, i 2 cannoni AK-100, i 2 sistemi (2×10) Udav-1, i 4 (di 8) CIWS AK-630M, i 2 (di 4) lanciatori (2×6) SA-N-9.

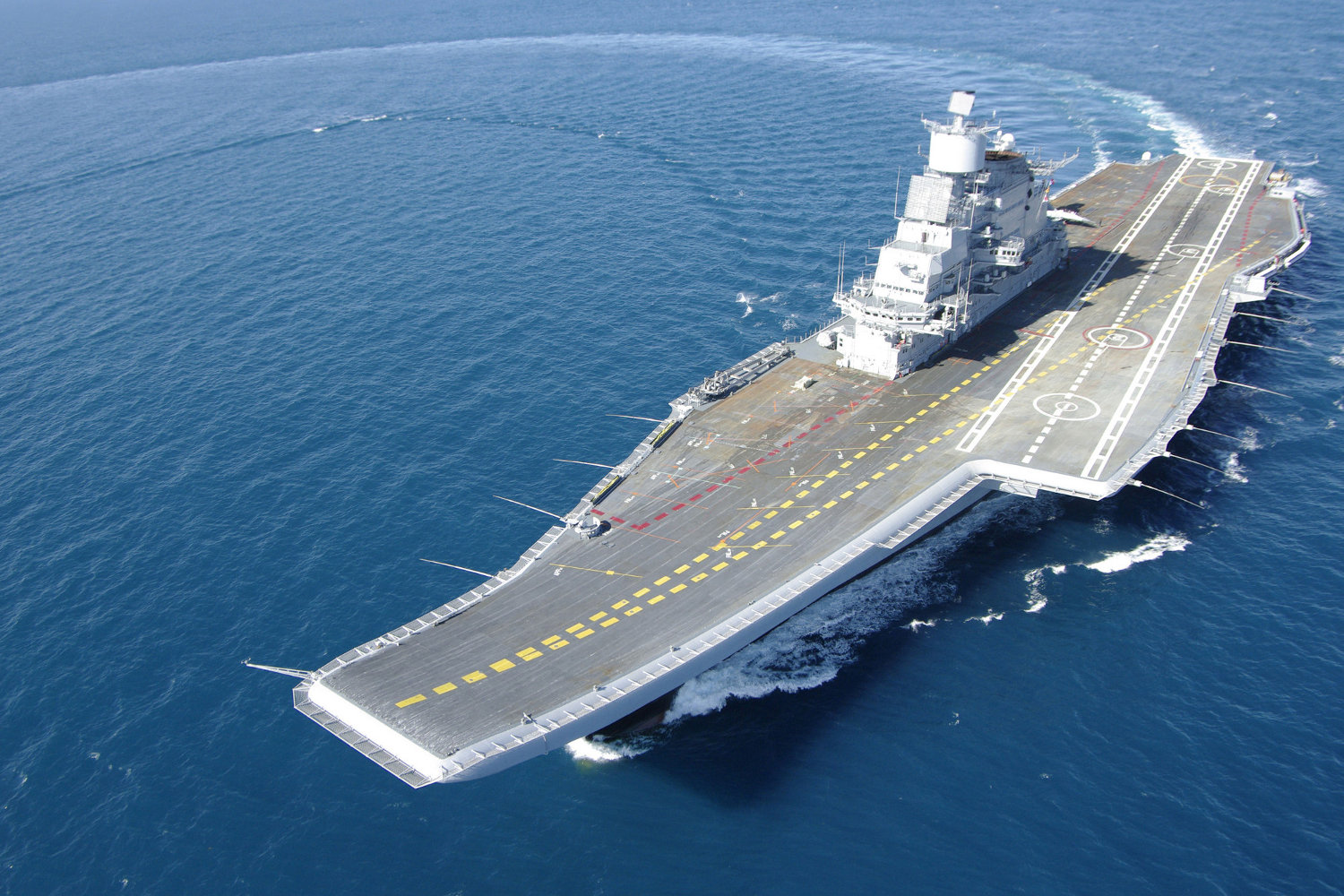
La Vikramaditya, in passato Admiral Gorshkov, nel 2013.

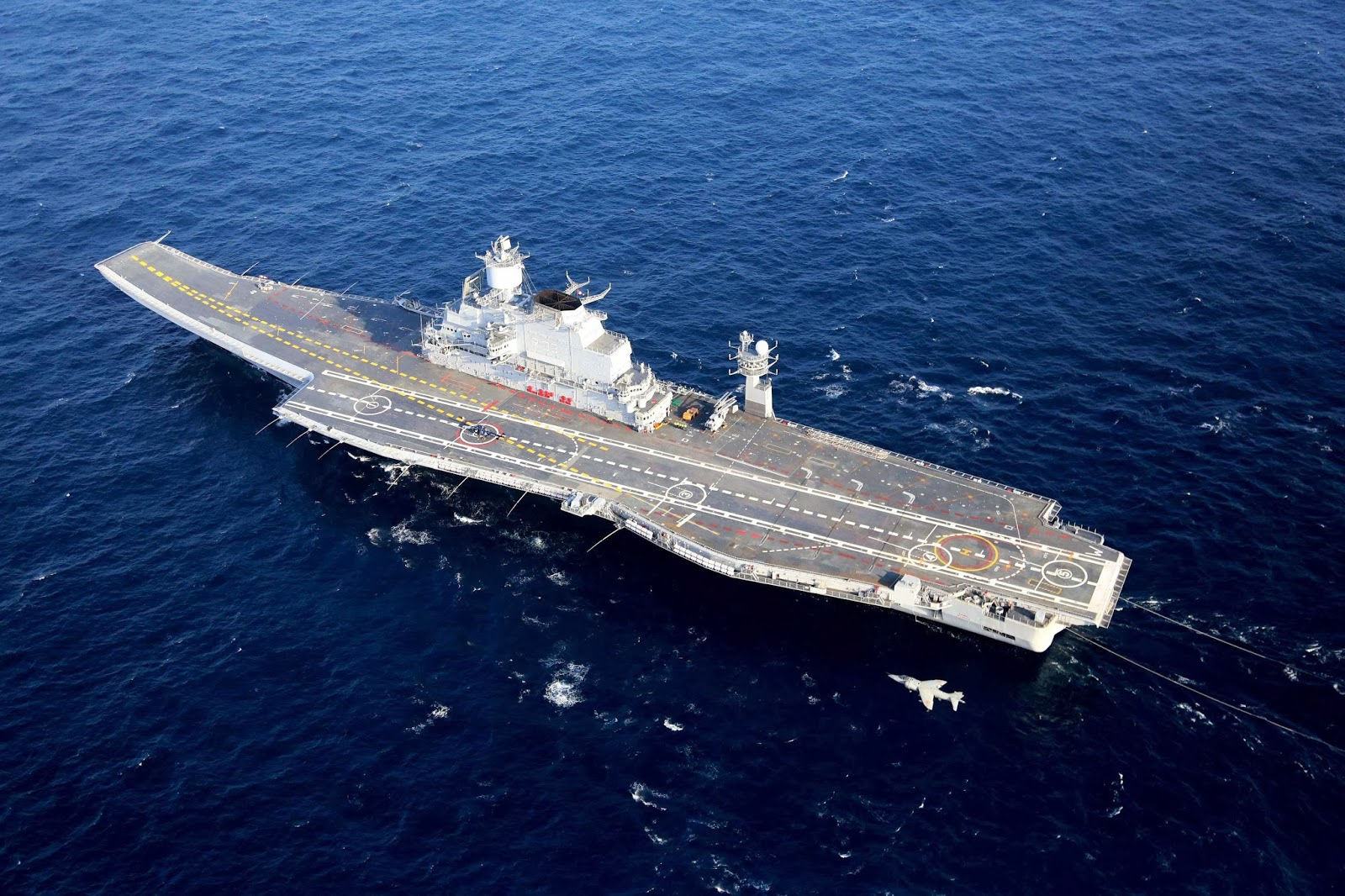
La Vikramaditya, in passato Admiral Gorshkov, nel 2014.

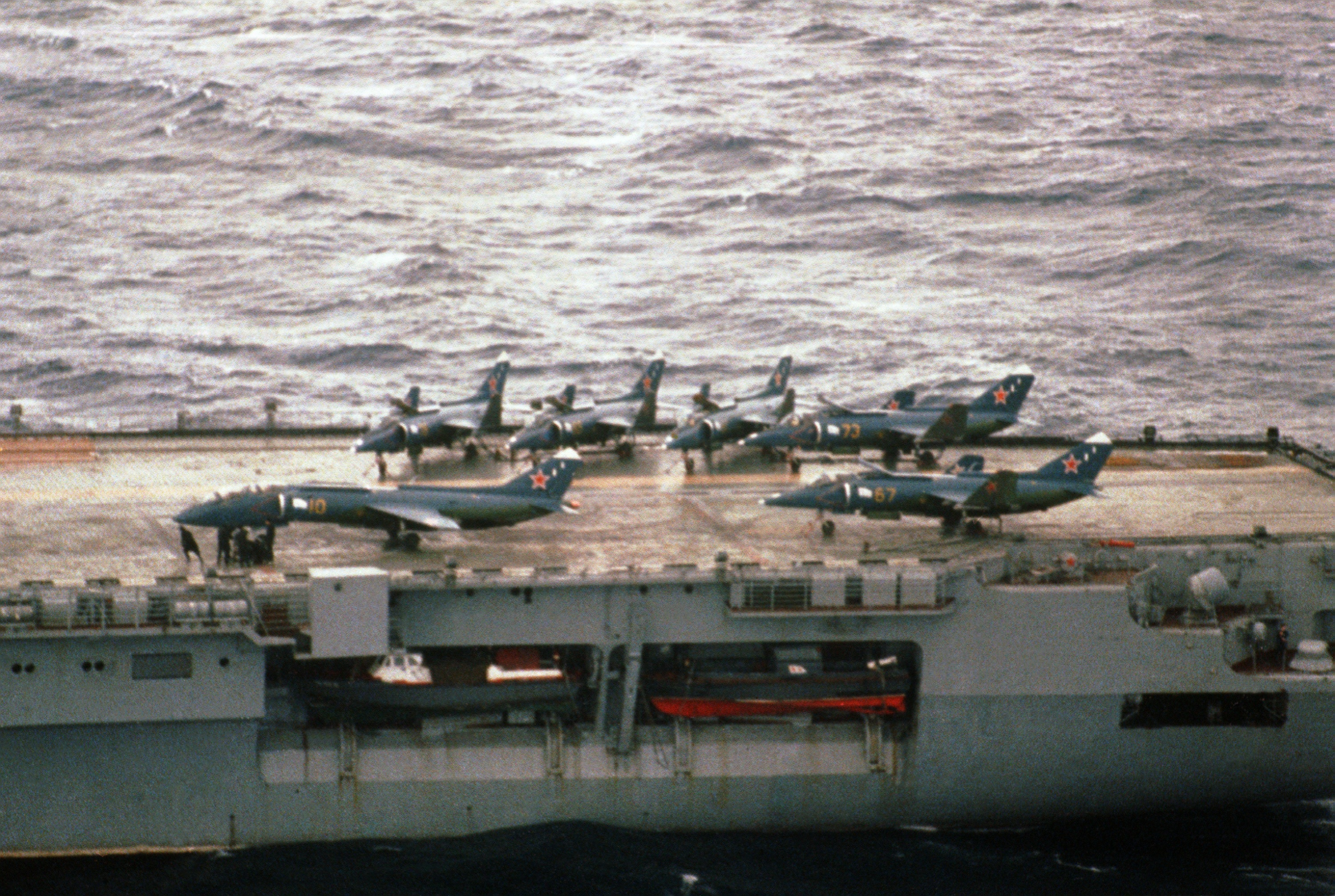
Alcuni Yak-38 «Forger» sul ponte della Kiev nel 1988.

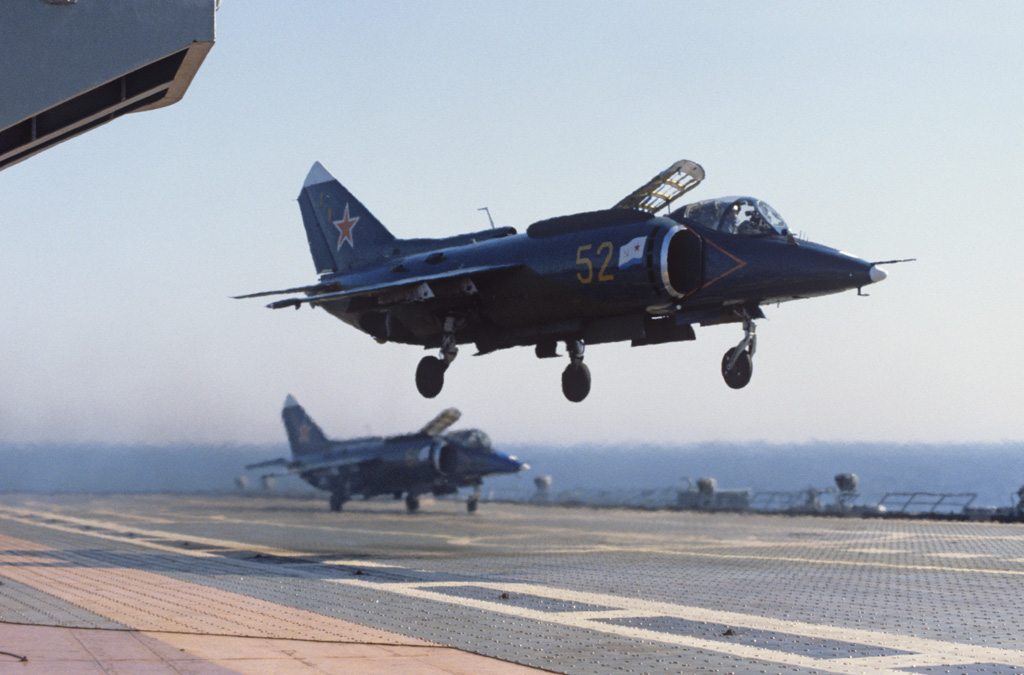
Due Yak-38 «Forger» sul ponte della Novorossiysk nel 1984.

La classe Kiev o Progetto 1143 Krechet è una classe di 4 portaerei di progettazione sovietica da oltre 30.000 tonnellate di dislocamento, con una lunghezza fuori tutto di 273 metri ed una dotazione normale di circa una trentina tra aerei ed elicotteri.
Il nome completo è in russo Тяжёлый авианесущий крейсер ракетный Проект 1143 Кречет?, Tjažёlыj avianesuščij krejser raketnыj Proekt 1143 Krečet, la cui traduzione letterale in italiano è Pesante aereo incrociatore missilistico Progetto 1143 Krečet.

Precedentemente queste navi, con l'esclusione dell'Admiral Gorshkov, hanno ricevuto anche la classificazione in russo Большой противолодочный крейсер (БПКP)?, Bolʹšoj protivolodočnыj krejser (BPKR) ovvero grande incrociatore antisommergibile, e classificazione in russo Тяжелый противолодочный крейсер (ТПКР)?, Tjaželыj protivolodočnyj krejser (TPKR) ovvero incrociatore pesante antisommergibile.

Il loro nome in codice NATO è classe Kiev (dal nome della nave capoclasse secondo la traslitterazione anglosassone: Tyazhёlyy avianesushchiy kreyser raketnyy Proyekt 1143 Krechet); la classificazione russa è in russo Тяжёлый авианесущий крейсер ракетный (ТАВКР)?, Tjažёlыj avianesuščij krejser raketnыj (TAVKR), letteralmente Incrociatore pesante aero-missilistico; secondo l'hull classification symbol della US Navy si tratta di una portaerei (CV). 

Tale designazione, incrociatore invece che portaerei, consente alla Russia di "aggirare" la convenzione di Montreux per le navi che transitano per i Dardanelli e il Bosforo tra il Mar Mediterraneo e il Mar Nero.

## Storia
Lo sviluppo di portaerei nell'Unione Sovietica dopo la seconda guerra mondiale fu lento a causa di considerazioni storiche e politiche (Stalin era contrario a questo tipo di nave), e i primi progetti – Progetto 71, Progetto 72 e Progetto 85 – iniziati a partire dal 1939 e sponsorizzati anche dall'Ammiraglio della flotta dell'Unione Sovietica Nikolaj Gerasimovič Kuznecov – furono abbandonati uno dopo l'altro negli anni '50, sotto Chruščёv. 

L'ammiraglio Sergej Georgievič Gorškov avanzava la richiesta di una decina di portaelicotteri e ciò portò alla realizzazione del Progetto 1123 Kondor / Moskva, ovvero due portaelicotteri da 15.000 ton pesantemente armate per la lotta antisommergibile. 

Negli anni '70 il Progetto OREL prevedeva la realizzazione di superportaerei (a propulsione nucleare e CATOBAR) per confrontarsi direttamente con le omologhe statunitensi. Un primo progetto fu il Progetto 1160 Orel, questo prevedeva delle navi di 80.000 ton a propulsione nucleare con catapulte a vapore e cavi di arresto (CATOBAR) e un gruppo aereo imbarcato di 60/70 tra aerei ed elicotteri; il Progetto 1160 fu cancellato nel 1973. Un secondo progetto, derivato dal Progetto 1160 Orel, fu il Progetto 1153 Orel, questo prevedeva una nave un poco più piccola, da 70.000 ton sempre a propulsione nucleare con catapulte a vapore e cavi di arresto (CATOBAR) e un gruppo aereo imbarcato di 50 tra aerei ed elicotteri; ma anch'esso fu cancellato nel 1978. 

Parallelamente alle ipotesi di superportaerei, fu realizzato il Progetto 1143 Krečet, una classe di 4 portaeromobili STOVL da 40.000 ton, pesantemente armate e con un gruppo aereo di 30 tra aerei STOVL (Yak-38) e elicotteri.
Le quattro navi classe Kiev sono state le prime vere portaerei della marina sovietica con la capacità di ospitare i caccia imbarcati VTOL Yakovlev Yak-38 «Forger» e un gran numero di elicotteri Kamov Ka-25 e Ka-27. Esse erano anche pesantemente armate, con vari standard di allestimento, che è variato a seconda dell'unità, in quanto esse sono state realizzate tra gli anni settanta e il decennio successivo. Le prime tre unità entrate a far parte della Marina Russa sono state radiate nel 1993, dopo il crollo dell'Unione Sovietica, mentre l'ultima, entrata in servizio nel 1982 con il nome Baku, è stata rinominata Admiral Gorshkov dopo la dissoluzione dell'Unione Sovietica ed è stata radiata nel 1996 per poi essere venduta alla Marina militare indiana.
Le prime due unità (Kiev e Minsk) sono sostanzialmente uguali e appartengono entrambe al progetto 1143, la terza unità (Novorossiysk) è leggermente diversa ed appartiene al progetto 1143M o 11433 (la differenza principale rispetto alle prime due unità è l'assenza del sistema missilistico Osa) e la quarta unità (Baku) è profondamente diversa ed appartiene al progetto 11434 o Kiev Mod (secondo la NATO). Per descrivere la quarta unità, la Baku, segue una citazione da Globalsecurity.org:
(globalsecurity)
La Admiral Gorshkov in servizio con la marina russa, in seguito ad una serie di incidenti, non ha più preso il mare dal 1995, anno in cui è entrata ufficialmente in riparazione (probabilmente mai iniziata). Nel 2004 è stata ceduta dalla Russia all'India, che l'ha ribattezzata Vikramaditya. Dopo lunghi lavori di rifacimento, ritardati dallo stato peggiore del previsto dell'unità, la nave iniziò le prove a mare a giugno 2012. Un problema alle caldaie causò un ulteriore ritardo; le prove a mare furono ripetute a luglio 2013, questa volta con esito positivo. La nave fu, quindi, consegnata alla marina indiana il 15 novembre 2013.
Ulteriori evoluzioni del Progetto 1143 hanno condotto al Progetto 1143.5/6 Admiral Kuznetsov e al Progetto 1143.7 Ul'janovsk, anche se questi due progetti sono profondamente diversi dal Progetto 1143 originario.
Diversamente dalla portaerei statunitensi o britanniche, la classe Kiev era una combinazione di incrociatore e di portaerei. Nella marina sovietica, questa classe fu specificamente designata come incrociatore aereo pesante invece che semplicemente portaerei. Le navi furono progettate con una grande superstruttura a isola a tribordo, con un ponte di volo angolato di 2⁄3 della lunghezza del ponte, e la prua era occupata da un pesante armamento missilistico terra-aria e terra-terra. La missione standard della classe Kiev era il supporto per i sottomarini lanciamissili strategici, oltre le navi di superficie e l'aviazione di marina; la classe era capace di impegnarsi in una guerra navale di superficie in funzione antiaereo (AAW), anti-sottomarino (ASW) e anti-superficie (ASuW).
La Kiev e la Admiral Gorshkov erano incorporate nella Flotta del Nord a Severomorsk; mentre la Minsk e la Novorossiysk erano incorporate nella Flotta del Pacifico a Vladivostok. La Vikramaditya è incorporata nel Western Naval Command nella base INS Kadamba vicino Karwar.
La Kiev, la Minsk e la Novorossiysk furono radiate il 30 giugno 1993 a seguito della dissoluzione dell'Unione Sovietica e della riduzione del budget militare. Le prime due navi furono vendute alla Cina, rispettivamente nel 1996 e 1995, e sono attualmente (al 2016) due parchi tematici. Nel 2020 la Minsk è risultata in completo stato di abbandono. La terza nave fu venduta (nel 1995) e demolita (nel 1997) a Pohang. La quarta nave, dopo essere stata rinominata nel 1991, fu radiata nel 1996 e fu acquistata dall'India il 20 gennaio 2004; la nave fu profondamente ristrutturata (in particolare modificata da STOVL a STOBAR) in Russia e immessa in servizio il 16 novembre 2013.
Portaeromobili simili o paragonabili in servizio – nello stesso periodo (anni ottanta) – nelle altre marine erano: le 3 unità britanniche della classe Invincible, la britannica Hermes (in seguito diventata l'indiana Viraat) o ancora le 5 unità LHA statunitensi della classe Tarawa.

## Caratteristiche
|                                | Kiev | Minsk | Novorossiysk | Admiral Gorshkov |
| Dimensioni                     | Dimensioni | Dimensioni | Dimensioni | Dimensioni |
| ------------------------------ | --- | --- | --- | --- |
| Dislocamento standard          | 30 530 t (33 650 short ton; 30 050 long ton) | 30 535 t (33 659 short ton; 30 053 long ton) | 31 900 t (35 200 short ton; 31 400 long ton) | 33 440 t (36 860 short ton; 32 910 long ton) |
| Dislocamento a pieno carico    | 41 370 t (45 600 short ton; 40 720 long ton) | 41 380 t (45 610 short ton; 40 730 long ton) | 43 220 t (47 640 short ton; 42 540 long ton) | 44 490 t (49 040 short ton; 43 790 long ton) |
| Lunghezza fuori tutto          | 273,1 m (896 ft) | 273,1 m (896 ft) | 273,1 m (896 ft) | 273,1 m (896 ft) |
| Larghezza massima              | 49,2 m (161 ft) | 49,2 m (161 ft) | 51,3 m (168 ft) | 51,9 m (170 ft) |
| Pescaggio                      | 8,95 m (29,4 ft) | 8,95 m (29,4 ft) | 9,3 m (31 ft) | 9,42 m (30,9 ft) |
| Hangar                         | 130 m × 22,5 m × 6,6 m (427 ft × 74 ft × 22 ft) | 130 m × 22,5 m × 6,6 m (427 ft × 74 ft × 22 ft) | 130 m × 22,5 m × 6,6 m (427 ft × 74 ft × 22 ft) | 130 m × 22,5 m × 6,6 m (427 ft × 74 ft × 22 ft) |
| Ponte di volo                  | 14 700 m² (158 000 ft²) | 14 700 m² (158 000 ft²) | 14 700 m² (158 000 ft²) | 14 700 m² (158 000 ft²) |
| Equipaggio nave + gruppo aereo | 1.433 + 430 = 1.863 | 1.435 + 430 = 1.865 | 1.607 + 430 = 2.037 | 1.615 + 430 = 2.045 |
|                                | Kiev | Minsk | Novorossiysk | Admiral Gorshkov |
| Prestazioni                    | | | | |
| Velocità massima               | 32,5 kn (60,2 km/h) | 32,5 kn (60,2 km/h) | 32,5 kn (60,2 km/h) | 30,7 kn (56,9 km/h) |
| Raggio d'azione                | 8 000 nmi (15 000 km) a 18 kn (33 km/h) | 8 590 nmi (15 910 km) a 19 kn (35 km/h) | 7 160 nmi (13 260 km) a 18 kn (33 km/h) | 7 160 nmi (13 260 km) a 18,2 kn (33,7 km/h) |
| Raggio d'azione                | 4 000 nmi (7 400 km) a 31 kn (57 km/h) | 4 000 nmi (7 400 km) a 31 kn (57 km/h) | 4 000 nmi (7 400 km) a 31 kn (57 km/h) | 4 000 nmi (7 400 km) a 29 kn (54 km/h) |
| Autonomia                      | 30 giorni | 30 giorni | 30 giorni | 30 giorni |
| Propulsione                    | 4 turbine a vapore TV-12-3 da 45 000 CV (33 000 kW) | 4 turbine a vapore TV-12-3 da 45 000 CV (33 000 kW) | 4 turbine a vapore TV-12-3 da 45 000 CV (33 000 kW) | 4 turbine a vapore GTZA-674 da 45 000 CV (33 000 kW) |
| Propulsione                    | 4 eliche, 6 generatori a turbina da 1 500 kW (2 000 hp), 4 generatori diesel da 1 500 kW (2 000 hp) | | | |
|                                | Kiev | Minsk | Novorossiysk | Admiral Gorshkov |
| Equipaggiamento                | | | | |
| Radar                          | ricerca aria/superficie MR-700M «Fregat-M1»; ricerca aria/superficie MR-600 «Voskhod»; sistema ESM MR-262 «Ograda»; sistema ESM «Kol`tco»; navigazione «Volga»; navigazione MR-212 «Vaygach-1143»; IFF «Kremiy-2M»; | ricerca aria/superficie MR-700M «Fregat-M1»; ricerca aria/superficie MR-600 «Voskhod»; sistema ESM MR-262 «Ograda»; sistema ESM «Kol`tco»; navigazione «Volga»; navigazione MR-212 «Vaygach-1143»; IFF «Kremiy-2M»; | ricerca aria/superficie MR-700M «Fregat-M1»; ricerca aria/superficie MR-600 «Voskhod»; 2 MR-350 «Podkat»; sistema ESM «Kantata-M»; sistema ESM «Gurzuf»; sistema ESM «Gurzuf-1»; sistema ESM MR-262 «Ograda»; sistema ESM «Kol`tco»; navigazione «Volga»; navigazione MR-212 «Vaygach-1143»; IFF «Kremiy-2M»; | sistema PESA «Mars-Passat»; ricerca aria/superficie MR-700M «Fregat-M1»; 2 MR-350 «Podkat»; MP-503 «Kantata-M»; MP-407 «Start-2»;                                  |
| Elettronica                    | sonar MGK-335 «Platina»; sonar MG-342 «Orion»; sonar MGS-407K; MI-110R, MI-110K; combat information control system «Alleya-2»; «Korvet-1143»; sistema di navigazione «Salgir-1143»;                                 | sonar MGK-335 «Platina»; sonar MG-342 «Orion»; sonar MGS-407K; MI-110R, MI-110K; combat information control system «Alleya-2»; «Korvet-1143»; sistema di navigazione «Salgir-1143»;                                 | sonar MGK-335 «Platina»; sonar MGK-355 «Polinom»; sonar MGS-407K; MI-110R, MI-110K; combat information control system «Alleya-2K»; «Korvet-1143»; sistema di navigazione «Salgir-V»; | sistema sonar MGK-355 «Polinom»; sistema di controllo delle informazioni di combattimento MVU-410 «Lesorub-434»; «Korvet-1143»; sistema di navigazione «Salgir-V»; |
| Comunicazioni                  | via satellite R-790 «Tsunami-BM»; via satellite «Tayfun-1»; | via satellite R-790 «Tsunami-BM»; via satellite «Tayfun-1»; | via satellite R-790 «Tsunami-BM»; via satellite «Tayfun-1»; | via satellite «Kristall-BK»; via satellite R-790 «Tsunami-BM»; via satellite «Tayfun-1»;                                                                           |
|                                | Kiev | Minsk | Novorossiysk | Admiral Gorshkov |
| Armamento                      | | | | |
| Missili antinave               | 4×2 SM-241 con 16× P-500 Bazal't / 4К80 / SS-N-12 «Sandbox» | 4×2 SM-241 con 16× P-500 Bazal't / 4К80 / SS-N-12 «Sandbox» | 4×2 SM-241 con 8× P-500 Bazal't / 4К80 / SS-N-12 «Sandbox» | 6×2 SM-241 con 12× P-500 Bazal't / 4К80 / SS-N-12 «Sandbox» |
| Missili antiaerei              | 2×2 B-187 con 96× M-11 Štorm / 4K60 / SA-N-3 «Goblet» | 2×2 B-187 con 96× M-11 Štorm / 4K60 / SA-N-3 «Goblet» | 2×2 B-187 con 96× M-11 Štorm / 4K60 / SA-N-3 «Goblet» | 4×6 ZS-95 con 192× Tor / 3K95 «Kinzhal» / SA-N-9 «Gauntlet» |
| Missili antiaerei              | 2×2 ZIF-122 con 40× Osa / 9K33 / SA-8 «Gecko» | | | 4×6 ZS-95 con 192× Tor / 3K95 «Kinzhal» / SA-N-9 «Gauntlet» |
| Cannone                        | 2×2 AK-726 da 76,2 mm (3,00 in) | 2×2 AK-726 da 76,2 mm (3,00 in) | 2×2 AK-726 da 76,2 mm (3,00 in) | 2×1 AK-100 da 100 mm (3,9 in) |
| CIWS                           | 8×6 AK-630 | 8×6 AK-630M | 8×6 AK-630M | 8×6 AK-630M |
| Missili ASW                    | 1×2 MS-32 RPK-1 «Vyuga» con 16× 82R | 1×2 MS-32 RPK-1 «Vyuga» con 16× 82R | 1×2 MS-32 RPK-1 «Vyuga» con 16× 82R | |
| Siluri ASW                     | 2×5 PTA-53-1143 con 10× SET-53 e SET-65 da 533 mm (21,0 in) | 2×5 PTA-53-1143 con 10× SET-53 e SET-65 da 533 mm (21,0 in) | | |
| Razzi ASW                      | 2×12 RBU-6000 «Smerch-2» con 120× RGB-60 | 2×12 RBU-6000 «Smerch-2» con 120× RGB-60 | 2×12 RBU-6000 «Smerch-2» con 120× RGB-60 | 2×10 RBU-12000 «Udav-1» con 60× RGB-60 |
|                                | Kiev | Minsk | Novorossiysk | Admiral Gorshkov |
| Gruppo aereo imbarcato         | | | | |
| Aerei                          | 16 Yak-38 e Yak-38M | 16 Yak-38 e Yak-38M | 16 Yak-38 e Yak-38M | 12 Yak-38 e Yak-38M |
| Elicotteri                     | 18 Ka-25 2 Ka-25PS | 18 Ka-25 2 Ka-25PS | 18 Ka-27 2 Ka-27PS | 19 Ka-27 3 Ka-27PS |
|                                | Kiev | Minsk | Novorossiysk | Admiral Gorshkov |

## Unità
| N. di costruzione N. di progetto | Distintivo ottico | Nome                  | Eponimo                 | Operatore           | Flotta, Base          | Costruttore, Città                        | Impostata         | Varata            | Serv.             | Rad.             | Stato |
| sottoclasse Kiev                 | sottoclasse Kiev  | sottoclasse Kiev      | sottoclasse Kiev        | sottoclasse Kiev    | sottoclasse Kiev      | sottoclasse Kiev                          | sottoclasse Kiev  | sottoclasse Kiev  | sottoclasse Kiev  | sottoclasse Kiev | sottoclasse Kiev |
| -------------------------------- | ----------------- | --------------------- | ----------------------- | ------------------- | --------------------- | ----------------------------------------- | ----------------- | ----------------- | ----------------- | ---------------- | --- |
| №101 1143                        | 075               | Kiev                  | Kiev                    | Voenno-morskoj flot | Nord, Severomorsk     | Soviet Shipyard No. 444, Mykolaïv, RSSU   | 20 luglio 1970    | 26 dicembre 1972  | 28 dicembre 1975  | 30 giugno 1993   | venduta in Cina nel 1996, nel parco tematico Binhai Park a Tientsin dal 2004                                                |
| №102 1143                        | 015               | Minsk                 | Minsk                   | Voenno-morskoj flot | Pacifico, Vladivostok | Soviet Shipyard No. 444, Mykolaïv, RSSU   | 28 dicembre 1972  | 30 settembre 1975 | 27 settembre 1978 | 30 giugno 1993   | venduta in Cina nel 1995, nel parco tematico Minsk World a Shenzhen dal 2006 al 2016 e dal 2016 in un altro parco a Nantong |
| №103 11433                       | 028               | Novorossiysk          | Novorossijsk            | Voenno-morskoj flot | Pacifico, Vladivostok | Soviet Shipyard No. 444, Mykolaïv, RSSU   | 30 settembre 1975 | 26 dicembre 1978  | 14 settembre 1982 | 30 giugno 1993   | venduta e demolita nel 1997 a Pohang in Corea del Sud                                                                       |
| sottoclasse Baku                 |                   |                       |                         |                     |                       |                                           |                   |                   |                   |                  | |
| №104 11434                       | 069               | Baku Admiral Gorshkov | Baku Ammiraglio Gorškov | Voenno-morskoj flot | Nord, Severomorsk     | Cantiere sovietico n. 444, Nikolaev, RSSU | 17 febbraio 1978  | 1º aprile 1982    | 11 dicembre 1987  | 1996             | venduta all'India nel 2004, diventata INS Vikramaditya                                                                      |
| №104 11434                       | 33                | Vikramaditya          | Vikramaditya            | Indian Navy         | WNC, Karwar           | Sevmash, Severodvinsk, Russia             | 4 dicembre 2008   | 19 aprile 2012    | 16 novembre 2013  |                  | in servizio dal 14 giugno 2014                                                                                              |
| N. di costruzione N. di progetto | Distintivo ottico | Nome                  | Eponimo                 | Operatore           | Flotta, Base          | Costruttore, Città                        | Impostata         | Varata            | Serv.             | Rad.             | Stato |